# Lago de fuego

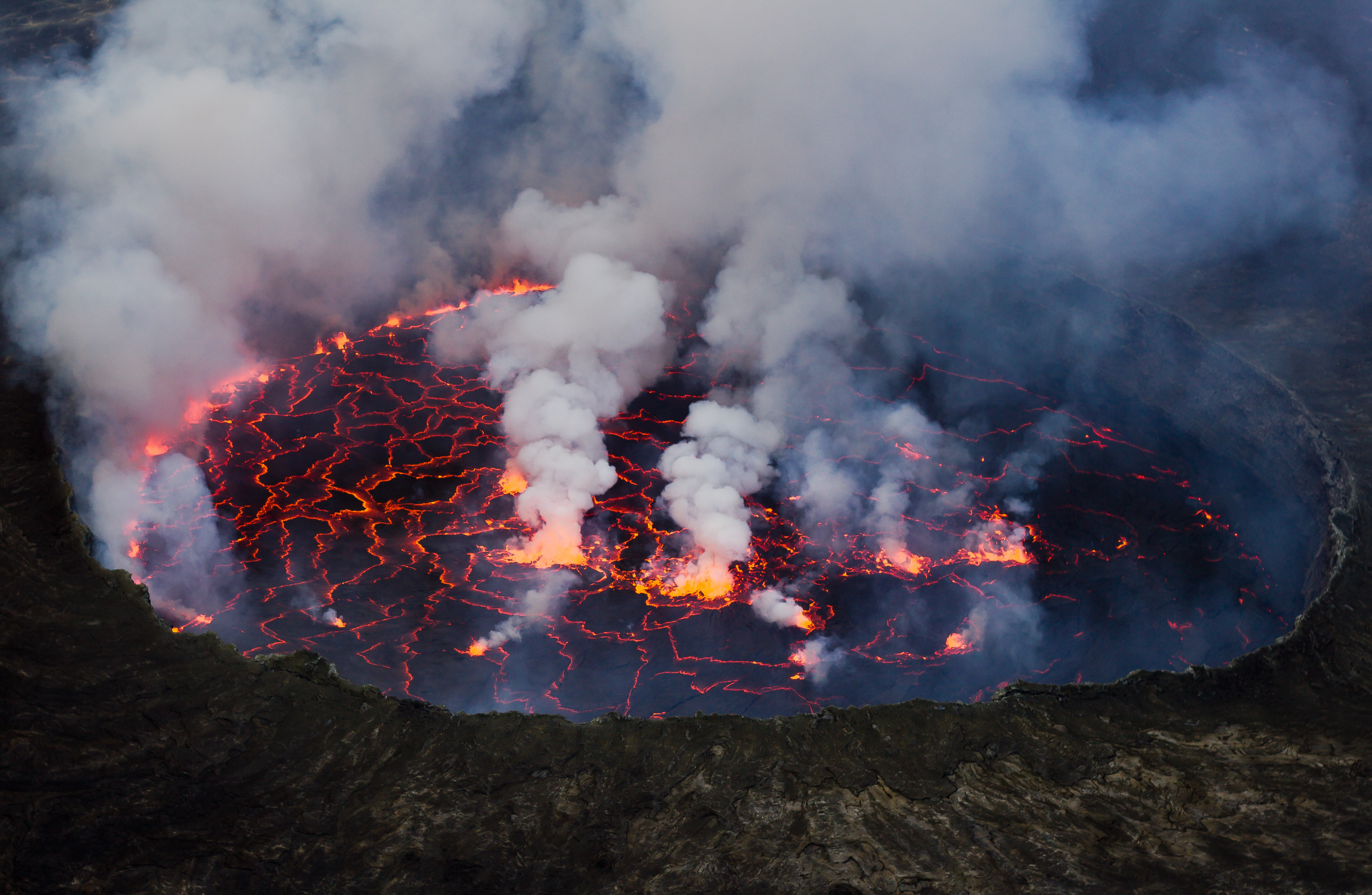
Un Lago de lava, también conocido como "lagos de fuego"

El lago de fuego es un concepto que aparece tanto en la religión egipcia antigua como en la religión cristiana. En el antiguo Egipto, aparece como un obstáculo en el viaje a través del inframundo que puede destruir o refrescar al difunto. En los dogmas del cristianismo, principalmente en el protestantismo y el fundamentalismo, el Lago de fuego es aquella alusión descrita por Juan el Evangelista en el libro del Apocalipsis como un gran lago de fuego y azufre. En el libro, se describe el Lago de fuego como el lugar preparado por Dios donde sufrirán tormento eterno el Diablo y sus ángeles, así como todas aquellas personas cuyos nombres no aparecen en el Libro de la vida, es decir, que no recibieron la salvación de sus almas mediante Jesucristo
En el cristianismo, es como un lugar de después de la muerte como castigo de los malvados. La frase se utiliza en cinco versículos del Libro del Apocalipsis. En el contexto bíblico, el concepto parece análogo a la Gehenna judía, o al concepto más común de Infierno. La imagen del lago de fuego fue retomada por el cristiano primitivo Hipólito de Roma hacia el año 230 y ha seguido siendo utilizada por los cristianos modernos.

## Religión del Antiguo Egipto

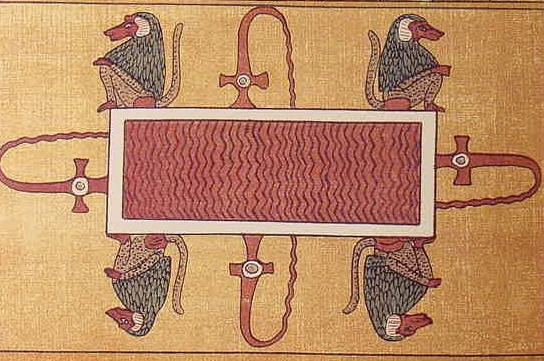
El lago de fuego en la Duat custodiado por babuinos

En obras como los Textos de los sarcófagos y el Libro de los muertos egipcio se mencionan ríos y lagos ardientes en el inframundo. En sus orillas se asientan braseros llameantes o babuinos.  Ra pasaba por este lago en su viaje por la Duat,con su barca renovada. El capítulo 126 del egipcio Libro de los Muertos está asociado a esta viñeta y el texto está dirigido a los "cuatro babuinos que se sientan en la proa de la Barca de Re. " El lago era uno de los peligros encontrados en el viaje a través del Duat y tenía una doble naturaleza. Los babuinos que custodiaban el estanque eran una fuerza que podía refrescar y proteger a los difuntos si conocían la recitación correcta o destruirlos en caso contrario. En la Dinastía XXI se representan figuras humanas dentro de los lagos. Éstas representan a los enemigos del rey o de los dioses y su inclusión dentro de los estanques asegura su destrucción permanente. De este modo, el difunto podía evitar encontrarse con un destino similar y salir victorioso de las fuerzas del caos como Ra.  Am-heh, cuyo nombre significa "devorador de millones" o "devorador de eternidad", es un dios del inframundo con cabeza de perro cazador que vivía en un lago de fuego. 

## Cristianismo
Marcos 9:43 hace que el propio Jesús utilice la imagen de un fuego inextinguible que castiga:

43Y si tu mano te fuere ocasión de caer, córtala: mejor te es entrar manco en la vida, que teniendo las dos manos ir al infierno, al fuego que nunca se apagará

y más adelante 

49 "Porque todos serán salados con fuego.[a] 50 La sal es buena; pero si la sal se desvaneciere, ¿cómo la sazonaréis?[b] Tened sal en vosotros mismos, y estad en paz unos con otros.

### Libro del Apocalipsis

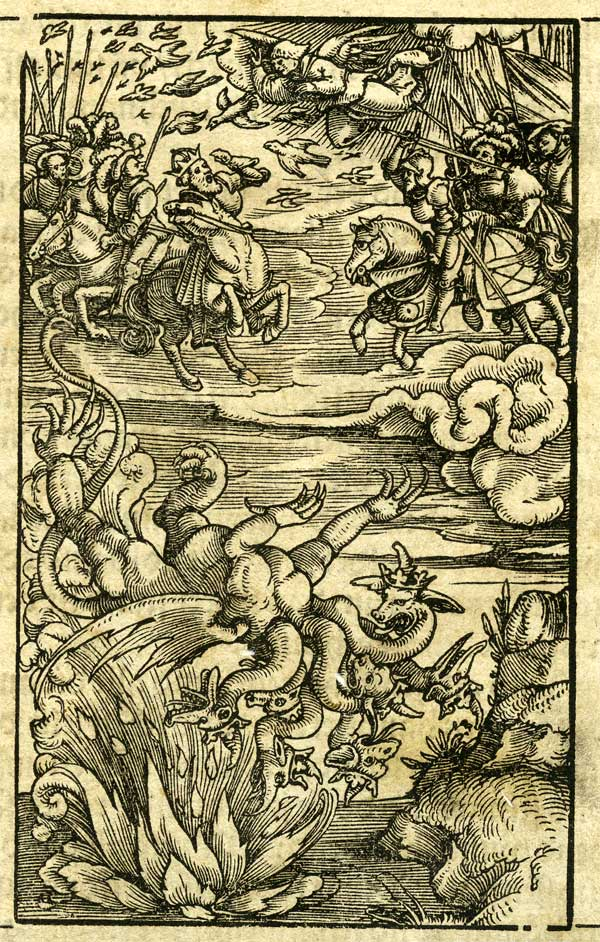
La Bestia y el Falso Profeta son arrojados al lago de fuego (Biblia de Zúrich, 1531)

El Libro del Apocalipsis tiene cinco versículos que mencionan un "lago de fuego" (en griego antiguo: λίμνη τοῦ πυρός, romanizado: limne tou pyros):

Y la bestia fue llevado, y con él el falso profeta que hacía milagros delante de él, con los cuales engañaba a los que habían recibido la marca de la bestia, y a los que adoraban su imagen. Estos dos fueron arrojados vivos al lago de fuego ardiendo con 'Fuego y azufre'.
Revelación 19:20, RVR

.

Y el diablo que los engañaba fue lanzado al lago de fuego y azufre, donde están la bestia y el falso profeta, y serán atormentados día y noche por los siglos de los siglos.
Revelación 20:10, RVR<

Entonces la Muerte y el Hades fueron arrojados al lago de fuego. Esta es la segunda muerte. Y todo aquel que no se halló inscrito en el Libro de la Vida fue arrojado al lago de fuego.
Revelación 20:14-15, NKJV

.

Pero en cuanto a los cobardes, los incrédulos, los detestables, en cuanto a los asesinos, los fornicarios, los hechiceros, los idólatras y todos los mentirosos, su parte estará en el lago que arde con fuego y azufre, que es la muerte segunda.
Revelación 21:8, ESV

Una interpretación comúnmente aceptada y tradicional es que el "lago de fuego" y la "muerte segunda" simbolizan el dolor eterno, el dolor de la pérdida y tal vez el dolor de los sentidos, como castigo por la maldad. Sin embargo, las palabras griegas traducidas "tormento" o "atormentado" en español provienen de la raíz ninguno: βάσανος, romanizado: basanos con el significado original de "la prueba de oro y plata como medio de intercambio por la piedra de prueba" y una connotación posterior de una persona, especialmente un esclavo, "severamente probado por la tortura" para revelar la verdad. 

### Opiniones confesionales

#### Restauracionismo
Los Testigos de Jehová interpretan que el "lago de fuego" y la "segunda muerte" del Apocalipsis se refieren a un aniquilamiento completo y definitivo de los que son arrojados a él,no aceptan la interpretación de un lugar de tormento.
Los Adventistas del Séptimo Día también creen en la aniquilación. Ellos también creen que el pasaje del lago de fuego se refiere a la extinción, no a un lugar eterno de tormento como se entiende en la interpretación protestante dominante.
Los miembros de la Iglesia de Jesucristo de los Santos de los Últimos Días y otras iglesias dentro del Movimiento de los Santos de los Últimos Días leen un concepto del "lago de fuego" en el Libro de Mormón, en varios pasajes.

### SigloIII
Hipólito de Roma (d. 235) imaginó el Hades, la habitación de los muertos, como conteniendo "un lago de fuego inextinguible" al borde del cual los injustos "se estremecen de horror ante la expectativa del juicio futuro, (como si estuvieran) sintiendo ya el poder de su castigo". El lago de fuego es descrito por Hippolytus inequívocamente como el lugar de tormento eterno para los pecadores después de la resurrección.

### Vistas delsigloXX
La Católica La vidente portuguesa  hermana Lucía relató que la Virgen María (Nuestra Señora de Fátima) le había dado una visión del Infierno como un mar de fuego:

Nuestra Señora nos mostró un gran mar de fuego que parecía estar debajo de la tierra. Sumergidos en este fuego había demonios y almas en forma humana, como brasas ardientes y transparentes, todas ennegrecidas o de bronce bruñido, flotando en la conflagración, unas veces elevadas en el aire por las llamas que salían de su interior junto con grandes nubes de humo, otras cayendo hacia atrás por todas partes como chispas en un gran incendio, sin peso ni equilibrio, y entre gritos y gemidos de dolor y desesperación, que nos horrorizaban y nos hacían temblar de miedo. 

### Escatología universalista
Los primeros universalistas cristianos, sobre todo Orígenes de Alejandría y Gregorio de Nisa, entendieron el lago de fuego como un fuego purificador simbólico utilizado para eliminar la escoria del oro, o un "crisol refinador". Orígenes se refiere al "plomo de la maldad" que debe ser refinado del oro. Orígenes obtuvo sus opiniones universalistas, conocidas entonces como apocatástasis, de su mentor Clemente de Alejandría, que fue alumno de Pantaeno. Orígenes explicó la metáfora refinadora en respuesta a un filósofo llamado Celso que acusaba a los cristianos de representar a Dios como un despiadado atormentador armado con fuego.
En opinión de Orígenes

Nuestro Dios es un 'fuego consumidor' en el sentido en que hemos tomado la palabra; y así entra como un 'fuego refinador' para refinar la naturaleza racional, que ha sido llenada con el plomo de la maldad, y para liberarla de los otros materiales impuros que adulteran el oro natural o la plata, por así decirlo, del alma.

El erudito del siglo XIX Charles Bigg resumió el punto de vista de Orígenes así: "Lenta pero ciertamente el bendito cambio debe venir, el fuego purificador debe comer la escoria y dejar el oro puro. Uno a uno entraremos en el reposo, para no extraviarnos nunca más. Entonces, cuando la muerte, el último enemigo, sea destruida, cuando el cuento de sus hijos sea completo, Cristo 'beberá vino en el reino de su Padre'. Este es el fin, cuando 'todos serán uno, como Cristo y el Padre son uno,' cuando 'Dios será todo en todos.'"
En opinión de Gregorio de Nisa, "cuando la muerte se acerca a la vida, y las tinieblas a la luz, y lo corruptible a lo incorruptible, lo inferior es eliminado y reducido a la inexistencia, y lo purificado es beneficiado, del mismo modo que la escoria es purgada del oro por el fuego."
Otra prueba que corrobora su interpretación del lago de fuego como un "crisol refinador" es que la palabra griega comúnmente traducida como "lago" también se refiere a algo pequeño, como un estanque o un "estanque", como se traduce en la Wycliffe y Nueva Biblia Americana (NABRE).